# توربین بخار

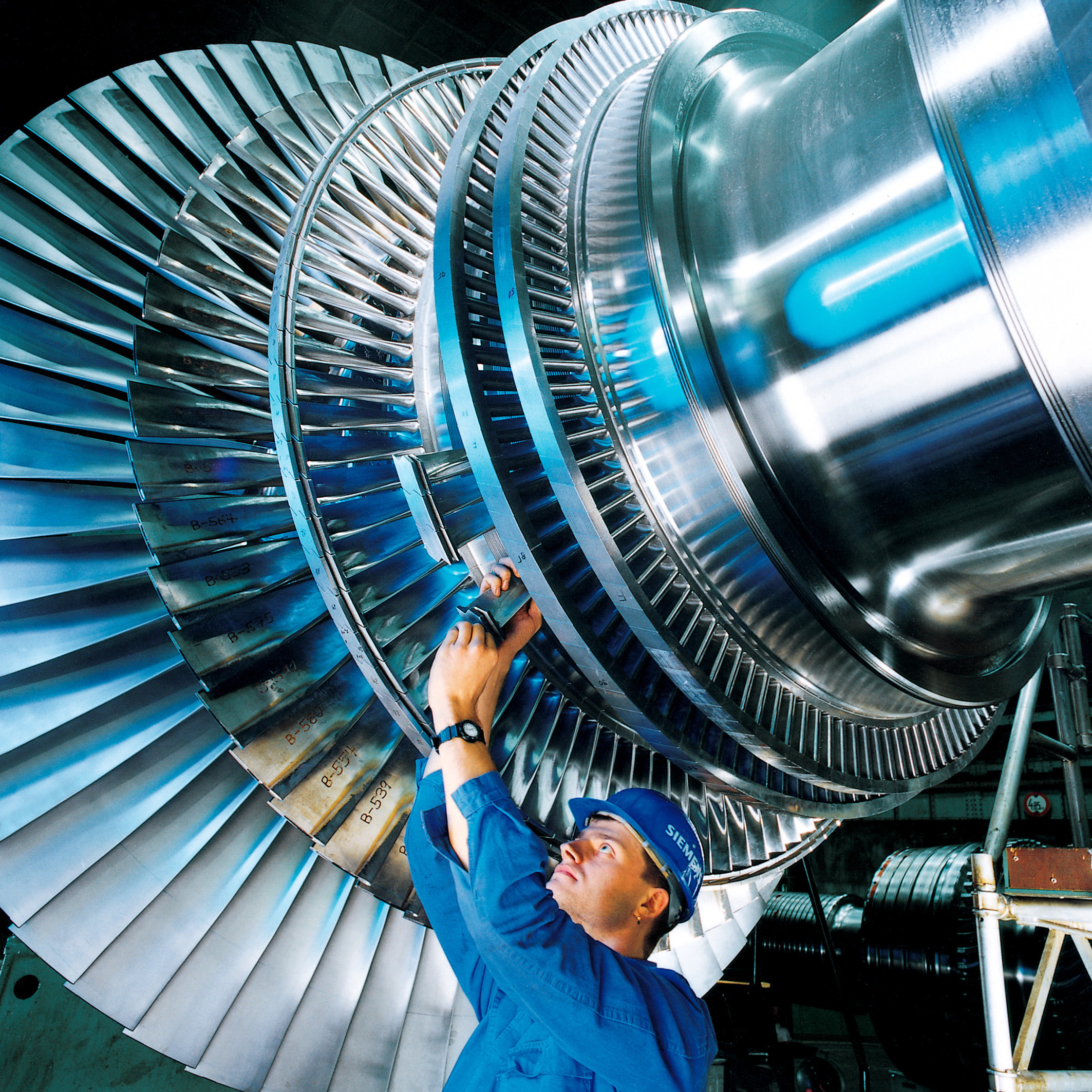
یک توربین بخار

توربین بخار گونه‌ای توربین است که از بخار، انرژی گرمایی را می‌گیرد و تبدیل به حرکت دورانی می‌کند. گونه نوین آن در سال ۱۸۸۴ توسط چارلز الگرنون پارسونز ابداع شد.
حدود ۸۰ درصد برق جهان از توربین‌های بخاری که در نیروگاه هسته‌ای و نیروگاه حرارتی و... به کار می‌رود، تولید می‌شود.

## تاریخچه
تقی الدین دانشمند و مهندس عثمانی در ۱۵۵۱ میلادی در کتاب الطرق السامیه فی آلات الروحانیه توربین بخار پالسی را توضیح می‌دهد و نیز یاد می‌کند که در قرن ۱۶ میلادی در استانبول از طریق نیروی بخار جوجه گردانی را می‌چرخانیده و در رستوران‌های استانبول معمول بوده‌است این ۱۱۸ سال قبل از اختراع اولین موتور توربین پالس بخار توسط جیووانی برانکا ایتالیایی است.

## انواع توربین
تقسیم‌بندی‌های مختلفی برای توربین‌های بخار وجود دارد، که عبارتند از:

### تقسیم‌بندی بر اساس نوع طبقات توربین
- توربین با طبقات عکس العملی
- توربین با طبقات ضربه‌ای

### براساس تعداد مراحل انبساط
- توربین‌های تک مرحله‌ای (Single stage turbine)
- توربین‌های دو مرحله‌ای (Double stage turbine)
- توربین‌های چند مرحله‌ای (Multi stage turbine)

### اساس کار توربین‌های بخار
توربین‌های بخار برای کار کردن و تولید انواع انرژی باید از سیکل رانکین و شاخه‌های آن پیروی کنند.

## مزایای توربین‌های بخار
- ساختمان سازه‌ای ساده
- ایمنی بالا
- هزینه‌های پایین در تعمیر و نگهداری
- حجم کم آن‌ها نسبت به موتورهای الکتریکی با قدرت مساوی
- راندمان بالا
- قابلیت تغییر سرعت گردش
- گشتاور اولیهٔ بالا

## محدودیت‌های استفاده از توربینهای بخار
- به‌واسطه اینکه هزینه تولید بخار زیاد است و تجهیزات آن گران‌قیمت است معمولاً در جاهایی که بخار در دسترس باشد (مثل نیروگاه‌ها یا پالایشگاه‌ها) از آن استفاده می‌شود
- راه‌اندازی و بستن آنها Operation نسبتاً مشکل است
- هزینه‌های نقل و انتقال بخار زیاد است
- تلفات بخار در آن‌ها زیاد است

## موارد استفاده از توربین‌های بخار
- محرک ژنراتورهای برق
- محرک دستگاه‌های یدک (پمپ‌های روغن‌کاری Lube Oil و Seal Oil و آب مقطر Condensate)
- محرک پمپ‌های خوراک واحدهای عملیاتی
- محرک کمپرسورهای رفت و برگشتی و گریز از مرکز